# Градишче при Војнику
Градишче при Војнику (словен. Gradišče pri Vojniku) је насељено место у општини Војник, Савињска регија, Словенија.

## Историја
До територијалне реорганизације у Словенији било је у саставу старе општине Цеље.

## Становништво
У попису становништва из 2011. године, Градишче при Војнику је имало 51 становника.
| Број становника према пописима | Број становника према пописима | Број становника према пописима |
| ------------------------------ | ------------------------------ | ------------------------------ |
| 1991                           | 2002                           | 2011                           |
| 50                             | 39                             | 51                             |

Напомена: До 1955. исказивано под именом Градишче.